# Aleurolobus teucrii
Aleurolobus teucrii is een halfvleugelig insect uit de familie witte vliegen (Aleyrodidae), onderfamilie Aleyrodinae.
De wetenschappelijke naam van deze soort is voor het eerst geldig gepubliceerd door Mifsud & Palmeri in 1996.